# Sufri Bolkiah

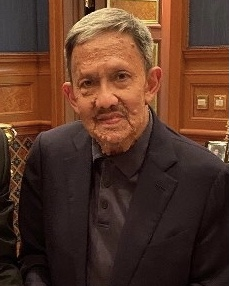
Sufri Bolkiah, 2020

Sufri Bolkiah ibni Omar Ali Saifuddien III (geb. 31. Juli 1951) ist ein Mitglied der königlichen Familie von Brunei (Haus Bolkiah). Er ist der dritte Sohn von Omar Ali Saifuddien III., des 28. Sultans von Brunei, und von Raja Isteri (Königin) Pengiran Anak Damit. Er ist seit 2010 auch Präsident des Brunei Darussalam National Olympic Council (BDNOC).

## Leben

### Jugend und Ausbildung
Prinz Sufri Bolkiah wurde am 31. Juli 1951 geboren im Istana Darul Hana, Kampong Tumasek, Bandar Seri Begawan. Er ist der dritte Sohn von Sultan Omar Ali Saifuddien III. Sa’adul Khairi Waddien und von Suri Seri Begawan Raja Isteri Pengiran Anak Damit. Zusammen mit seinen Geschwistern erhielt Sufri Bolkiah seine erste Ausbildung im Lapau (dem Königliche Zeremonialgebäude). Die weitere Bildung erhielt er an der Victoria Institution in Kuala Lumpur.

### Karriere
Als Head der Primal Corporation wurde ihm im August 1993 von den Behörden in Hanoi, Vietnam, die Erlaubnis gegeben bis zu 9 Mio. US-Dollar in Öl- und Gas-Exploration über einen Zeitraum von 20 Jahren zu investieren.
Am 21. Juli 2010 wurde Sufri Bolkiah zum Präsidenten des Brunei Darussalam National Olympic Council (BDNOC) gewählt. Er trat als Repräsentant des BDNOC am 12. Februar 2013 zusammen mit seinem Sohn ’Abdul Aleem, in einem Futsal-Wettbewerb „Charity for Nancy“ an. Die Football Association of Brunei Darussalam (NFABD, Persatuan Bolasepak Brunei Darussalam, Jawi: ڤرساتوان بولاسيڤق بروني دارالسلام‎) und das Department of Youth and Sports arbeiteten zusammen um den viertägigen Wettbewerb auszurichten. „Nancy“ Tea Ai Seng erhielt dadurch B$2.400 zur Unterstützung für ihre Therapie.

## Persönliches
Es gibt Gerüchte, dass Sufri Bolkiah an einer Hautkrankheit leidet. Er war vier Mal verheiratet:
- Pengiran Anak Isteri Pengiran Anak Salma binti Pengiran Anak Muhammad Salleh (14. Juli 1971–1981)
- Dayang Hajjah Siti Ruhaizah binti Ibrahim (20. Februar 1982–1986)
- Hajah Mazuin binti Hamzah (11. Februar 1987–2003)
- Pengiran Bini Hajah Faizah binti Dato Haji Nasir (Seit 1999).[7]

### Sport
Bei den Commonwealth Games 1990 in Auckland beteiligte sich Sufri Bolkiah am Wettbewerb der Männer im Sportschießen auf Tontauben (Clay Pigeon Trap), wo er 127 Punkte erzielte. Er erreichte damit nur den letzten Platz. Beim Wettbewerb zeigte er Unzufriedenheit mit seiner Flinte.

### Kinder
Bis 2017 hatte Sufri Bolkiah 10 Kinder:
- Pengiran Anak Kamilah Bulqiah (geb. 18. April 1972); verh. 1. Oktober 2002 mit Y.M. Pangiran Hashim bin Pangiran Haji Muhammad
- Pengiran Muda Muhammad Safiz (geb. 13. Februar 1974)
- Pengiran Anak Muhdiyatul Bulqiah (geb. 18. Dezember 1977)
- Pengiran Anak Hamlatul Arsy Mulia Bolkiah (geb. 4. Dezember 1982); verh. 8. Januar 2022 mit Nick Iskandar Mohammad Idris
- Pengiran Anak Ajeerah Firdausul Bolkiah (geb. 7. September 1988)
- Pengiran Anak Raafiah Amalul Bulqiah (geb. 23. April 1992)
- Pengiran Muda Abdul Khaaliq
- Pengiran Muda ’Abdul Aleem
- Pengiran Anak ’Aliiyah Amalul Bulqiah
- Pengiran Anak Aizzatul Bulqiah

## Ehrungen

### Titel
Prince of Brunei: „His Royal Highness“ / Duli Tuanku
- Seit 1979: Duli Yang Teramat Mulia Paduka Seri Pengiran Bendahara Seri Maharaja Permaisuara

### Benennungen
- Sufri Bolkiah Secondary School eine weiterführende Schule in Tutong, Tutong District[13]
- Sufri Bolkiah Mosque eine Moschee in Kampong Perpindanah Burong Pingai, Mukim Berakas A, Distrikt Brunei-Muara[14]

### Ehrungen
Brunei
- Royal Family Order of the Crown of Brunei (DKMB)[15]
- Order of Laila Utama (DK I) – Dato Laila Utama (1970)[15]
- Order of Seri Utama (DK II) – Dato Seri Utama (1968)
- Sultan Hassanal Bolkiah Medal (PHBS, 1. August 1968)[15]
- Pingat Bakti Laila Ikhlas (PBLI)[16]
- Meritorious Service Medal (PJK)[16]

Malaysia
- -  Order of the Crown of Johor Knight Grand Commander (Darjah Mahkota Johor Yang Amat Mulia, SPMJ) – Dato[16]
  -  Order of the Crown of Kelantan Knight Grand Commander (SPMK) – Dato[17]

 Vereinigtes Königreich
- -  Royal Victorian Order Honorary Commander (CVO)[16]